# 阿尔弗雷多·奥万多·坎迪亚
阿尔弗雷多·奥万多·坎迪亚（西班牙語：Alfredo Ovando Candía；1918年4月6日—1982年1月24日），上将，曾任玻利维亚武装部队总司令，1964年，同雷内·巴里恩托斯一起发动军事政变。1969年，再次发动政变推翻路易斯·阿道弗·西莱斯·萨利纳斯，担任第48任玻利维亚总统。

## 生平
1918年，出生于潘多省的科比哈。
1936年，毕业于玻利维亚军事学院。
1957年，任陆军参谋长。
1961年，任陆军司令。
1964年，同雷内·巴里恩托斯一起发动军事政变。
1969年，再次发动政变，成立军政府，任总统兼武装部队总司令。
1970年，去职。
1982年，去世。